# Сондерс, Джон Бейкер
Джон Бейкер Сондерс (англ. John Baker Saunders, 23 сентября 1954 года — 15 января 1999 года) — американский басист, один из основателей сиэтлской супергруппы Mad Season, участник группы The Walkabouts.

## Детство и начало карьеры
Джон Бейкер Сондерс-младший родился 23 сентября 1954 в Монтгомери, Алабама. Он был вторым из трёх детей в семье. Сондерс занимался музыкой с раннего детства, пел в церковном хоре и брал уроки игры на гитаре. Среди музыкальных увлечений Сондерса — Beatles, Rolling Stones и Kinks. Одним из ярких воспоминаний детства был концерт Джими Хендрикса, на котором Джон побывал вместе с братом Джозефом. По словам Джозефа, наибольшее влияние на Сондерса оказали чернокожие блюзовые исполнители. Ближе к окончанию средней школы Бейкер переключился на бас-гитару.
В десятом классе семья Сондерса переехала в Кенилворт, пригород Чикаго. Там он заинтересовался местной блюзовой сценой, и часто посещал концерты Мадди Уотерса. После окончания средней школы в Уиннетке в 1973 году, Сондерс поступил в колледж Оактон в Дес-Плейнс, но так и не окончил учёбу. Он переехал в Чикаго и играл в местных заведениях с блюзовыми музыкантами. К тому времени Сондерс уже принимал наркотики и пытался избавиться от зависимости. Однажды он даже переехал в Сан-Франциско, где учился его брат, и принял участие в реабилитационной программе. По словам Джозефа, Джон употреблял героин.
Несколько раз Сондерс ложился в клинику Хазельден. Во время проживания в Минессоте Сондерс играл с местной блюзовой группой Lamont Cranston. Несмотря на своё пристрастие к наркотикам, музыкант посещал собрания анонимных алкоголиков, скрывая тот факт, что он лечится от героиновой зависимости. Согласно воспоминаниям брата, на собрании анонимных наркоманов многие стремились продать наркотики, в то время как заядлые алкоголики действительно пытались помочь друг другу.

## Создание Mad Season
В 1994 году в Хазельдене Сондерс познакомился с Майком Макриди, гитаристом известной гранжевой группы Pearl Jam. Они оба проходили курс лечения. Помимо общего желания вести здоровый образ жизни, Майк и Джон обнаружили много общих музыкальных интересов. Сондерс переехал в Сиэтл и даже сопровождал Pearl Jam во время нескольких концертных выступлений. В конце концов, Маккриди и Сондерс загорелись идеей создать собственный проект.
Маккриди пригласил знакомого барабанщика Баррета Мартина из Screaming Trees, а также вокалиста Лейна Стэйли из Alice in Chains. После нескольких репетиций было решено выступить публично. Первый концерт состоялся 12 октября 1994 года в сиэтлском клубе Crocodile Cafe. Для него группа выбрала название Gacy Bunch, состоящее из имени известного серийного убийцы и названия телесериала. Концерт прошёл довольно успешно, и Маккриди со Стэйли решили записать альбом.
После подписания контракта с Columbia Records группа сменила название на Mad Season и приступила к работе в студии. Альбом был записан зимой 1994 года в течение десяти дней. После этого Mad Season отыграли несколько концертов в Сиэтле, а также выступили на радио.
Альбом, получивший название Above, вышел в марте 1995 года. Несмотря на отсутствие активной промо-кампании, песня «River of Deceit» стала радиохитом, а сам альбом вскоре получил «золотой» статус. 

## Несостоявшийся второй альбом Mad Season
После успеха дебютного альбома Mad Season у Сондерса завелись деньги и он хотел продолжать работать над проектом. В 1996 году Маккриди, Сондерс и Мартин начали работу над вторым альбомом и даже записали музыку для семнадцати песен. Они хотели записать вокальные партии позднее. однако ни Лейн Стэйли, ни Марк Ланеган (приглашённый вокалист на двух песнях с Above) так и не смогли принять участие в проекте. Лейн Стэйли находился в тяжёлой депрессии из-за своих проблем с наркотиками, а также из-за смерти своей бывшей невесты Демри Пэррот. Марк Ланеган также ни разу не появился в студии. У Сондерса появились серьёзные финансовые проблемы: он получил залог в 50 тыс. долларов для записи второго альбома Mad Season, но когда стало понятно, что запись откладывается, лейбл перестал выплачивать Сондерсу отчисления от продаж Above, чтобы погасить долг.
В 1997 году Сондерс присоединился к сиэтлской группе The Walkabouts. Вместе с ней Сондерс принял участие в двух европейских концертных турах. На фестивале в Бельгии Сондерс познакомился со студенткой Ким Де Бар, и между ними завязались долгосрочные отношения. Весной 1998 года Ким впервые приехала к Сондерсу в Сиэтл, а после окончания учёбы прожила там с июня по октябрь 1998 года — максимум, позволенный в соответствии с туристической визой. По словам Де Бар, Сондерс сказал ей, что завязал с героином, и она никогда не видела, чтобы он употреблял наркотики. В то же время Сондерс был уволен из The Walkabouts.
Оставшись без средств к существованию, Сондерс открыл для себя eBay, где он продавал редкие пластики Pearl Jam, которые достались ему от Эдди Веддера. Когда заканчивались деньги, он отдавал свои инструменты или оборудование под залог, получая за это несколько сотен долларов. Владелец музыкального магазина Эван Шили вспоминал: «Не думаю, что ему нужны были крутой дом или шикарная машина, и всё такое. Он просто хотел, чтобы его считали хорошим басистом в хорошей группе. И он не получил должного признания. Всё досталось другим ребятам. Он действительно был странным парнем в этой группе [Mad Season]. Вот о чём мы обычно разговаривали, когда время от времени зависали у меня в магазине». Джони Баколас (Sleze, Alice N' Chains) встречался с Сондерсом в конце декабря 1998 или начале января 1999 и тоже отмечал, что Сондерс жаловался на проблемы с деньгами из-за того, что второй альбом Mad Season так и не был записан.

## Смерть
15 января 1999 года Сондерс отвёз Ким Де Бар в аэропорт Сиэтла, так как она решила вернуться обратно в Бельгию и закончить диссертацию. Де Бар видела в грузовике музыкальные инструменты, но не знала о дальнейших планах Бейкера. Сондерс встретился с Эваном Шили и заложил свою чёрную джазовую бас-гитару Fender, выручив восемь сотен долларов. Вечером Сондерсу позвонил Баррет Мартин и они договорились утром позавтракать в ресторане.
Большую часть дня Сондерс провёл со своим другом Кристофером Уильямсом. Они вместе пили пиво, а около 9 часов вечера решили «уколоться». По словам Уильямса, Сондерс был очень пьян, но не принимал наркотики на протяжении долгого времени, вплоть до этого дня. Сразу после этого Сондерсу стало плохо и он упал на пол в кухне. Уильямс попытался вернуть друга в чувство, поливая того холодной водой и прикладывая лёд. Несмотря на это, после приезда «Скорой помощи» медики констатировали смерть 44-летнего Сондерса.
Сестра Сондерса Генриетта полагала, что смерть могла быть самоубийством. В последние месяцы жизни брат был очень несчастным из-за неопределённости в отношениях с Ким Де Бар, финансовых проблем, а также неактивности Mad Season. Ещё в начале 1990-х Сондерс сказал ей: «Если я приму героин ещё раз, я умру». И хотя не было никаких доказательств того, что это было самоубийство (в том числе, этому противоречит договорённость Сондерса и Мартина о встрече на следующий день), сестра Сондерса признавала, что в решении брата принять героин был элемент саморазрушения.
Похороны Сондерса прошли в Сиэтле. На них присутствовало около двух-трёх сотен человек. Семью Сондерса представлял его брат, мать и приёмный отец. Первым выступил брат Сондерса Джозеф, а за ним — Майк Маккриди, сосед Сондерса Дэн Галлахер и, наконец, Баррет Мартин. Лейн Стэйли (последний из участников Mad Season) не присутствовал на церемонии. Фактически, смерть Сондерса означала конец Mad Season. Тело Сондерса было кремировано, а пепел похоронен на кладбище Crown Hill в нескольких кварталах от его дома. На мемориальной табличке написано «Baker Saunders 1954—1999», а напротив года рождения нанесён символ басового ключа.